# كرة القدم في 2013
فيما يلي الأحداث المجدولة لكرة القدم لعام 2013 في جميع أنحاء العالم.
- كأس الخليج العربي لكرة القدم 2013 في البحرين
- كأس أمريكا الوسطى 2013 في كوستاريكا
- بطولة أمريكا الجنوبية للشباب تحت 20 سنة 2013 في الأرجنتين
- كأس الأمم الأفريقية لكرة القدم 2013 في جنوب أفريقيا
- كأس الكونكاكاف الذهبية 2013 في الولايات المتحدة
- كأس العالم تحت 20 سنة لكرة القدم 2013 في تركيا
- بطولة كونكاكاف تحت 20 سنة 2013 في المكسيك
- بطولة أفريقيا تحت 20 سنة لكرة القدم 2013 في الجزائر
- بطولة أمريكا الجنوبية تحت 20 سنة لكرة القدم 2013 في الأرجنتين
- بطولة أوقيانوسيا تحت 20 سنة 2013 في فيجي
- كأس القارات 2013 في البرازيل
- كأس اتحاد شرق آسيا 2013 في كوريا الجنوبية
- بطولة اتحاد جنوب آسيا 2013 في نيبال
- كأس العالم تحت 17 سنة لكرة القدم 2013 في الإمارات العربية المتحدة

## وصلات خارجية
- الاتحاد الدولي لكرة القدم (فيفا) - FIFA.com